# Бронетанковый музей в Кубинке

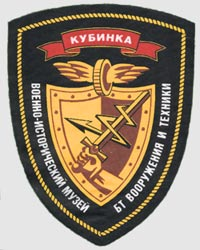
Нашивка танкового музея Кубинка.

Бронетанковый музей в городе Кубинка — один из крупнейших в мире музеев, экспонирующих броневое и танковое вооружение и технику (БТВТ), различных видов и исторических периодов.
Музей расположен в городе Кубинка Московской области. На открытых площадках и в павильонах экспонировано более 350 единиц броневого и танкового вооружения и техники из 14 государств мира. Занимаемая площадь — 12 гектаров.
Основанный в 1938 году как Музей боевых машин, музей открыл свои двери для посетителей 10 сентября 1972 года, в День танкиста.
Полное наименование: «Центральный музей бронетанкового вооружения и техники» — (Филиал ФГАУ «Военно-патриотический парк культуры и отдыха Вооружённых сил Российской Федерации „ПАТРИОТ“»)

## Экспозиция
Экспозиция музея включает крупнейшую коллекцию танков, самоходных артиллерийских установок (САУ), бронеавтомобилей, броневых транспортёров (БТР) и иное различных государств мира, включая серийные машины и уникальные прототипы, например сверхтяжёлый танк «Маус» (нем. «Maus»), 600-мм самоходная  мортира «Карл»  «Объект 279» и «СУ-100-Y»
Советское бронетанковое вооружение и военная техника сосредоточены в четырёх павильонах:
- тяжёлые танки и САУ — павильон № 1;
- средние танки и САУ — павильон № 2;
- лёгкие танки, гусеничные БТР, плавающие танки и КШМ на их базе, бронетанковая техника и вооружения воздушно-десантных войск — павильон № 3;
- бронеавтомобили, бронетранспортёры и боевые машины пехоты — павильон № 4.

В павильоне № 5 представлена техника США, Великобритании и Канады.
В павильоне № 6 представлена БТВТ нацистской Германии.
Также представлена БТВТ Франции, Италии, Югославии, Чехословакии, Венгрии, Польши, Швеции, Японии и Китая.
Музеем налажено международное сотрудничество по обмену экспонатами с учреждениями аналогичного профиля в британском Бовингтоне, немецком Монстере и французском Сомюре.
В 2016 году на основании Указа президента России Владимира Путина из экспозиции музея был возвращён Израилю израильский танк M48A3 Магах, который был захвачен сирийской армией во время Первой ливанской войны в бою у деревни Султан-Якуб 10 июня 1982 года и передан СССР. Взамен в музей был доставлен однотипный танк с базы хранения БТТ Армии Обороны Израиля, не имеющий какой-либо сентиментальной ценности.

## Поиск и реставрация военно-исторической техники
Сотрудники музея проводят огромную работу по восстановлению исторических образцов БТВТ вплоть до ходового состояния, ведут исторические исследования по выяснению происхождения и боевого пути представленных экспонатов. Ряд восстановленных до ходового состояния машин принимают участие в военно-исторических шоу, приуроченных к различным годовщинам и датам.

## Галерея
- Медиафайлы по теме Список экспонатов музея по павильонам на Викискладе

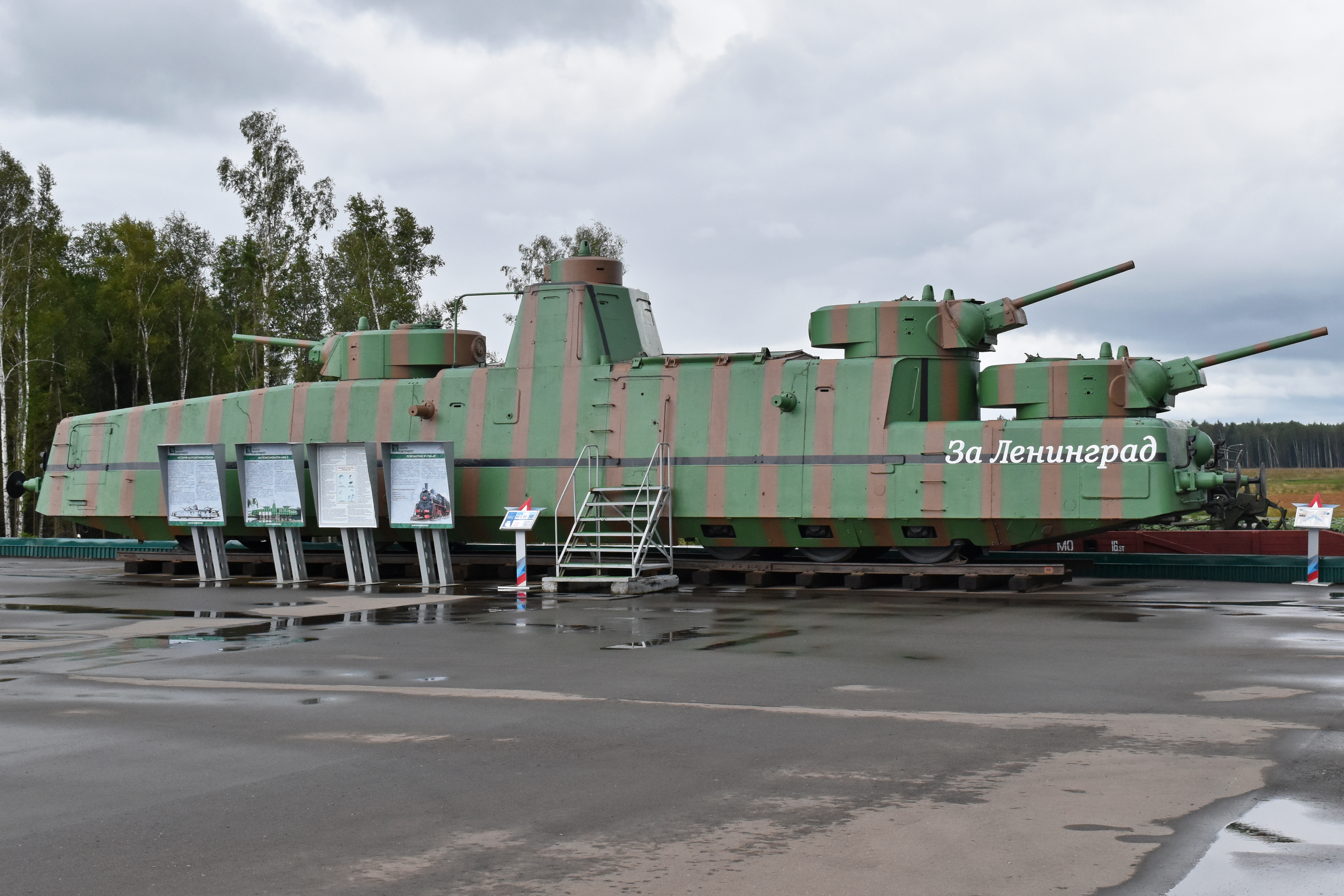
Моторный броневой вагон Кировского завода
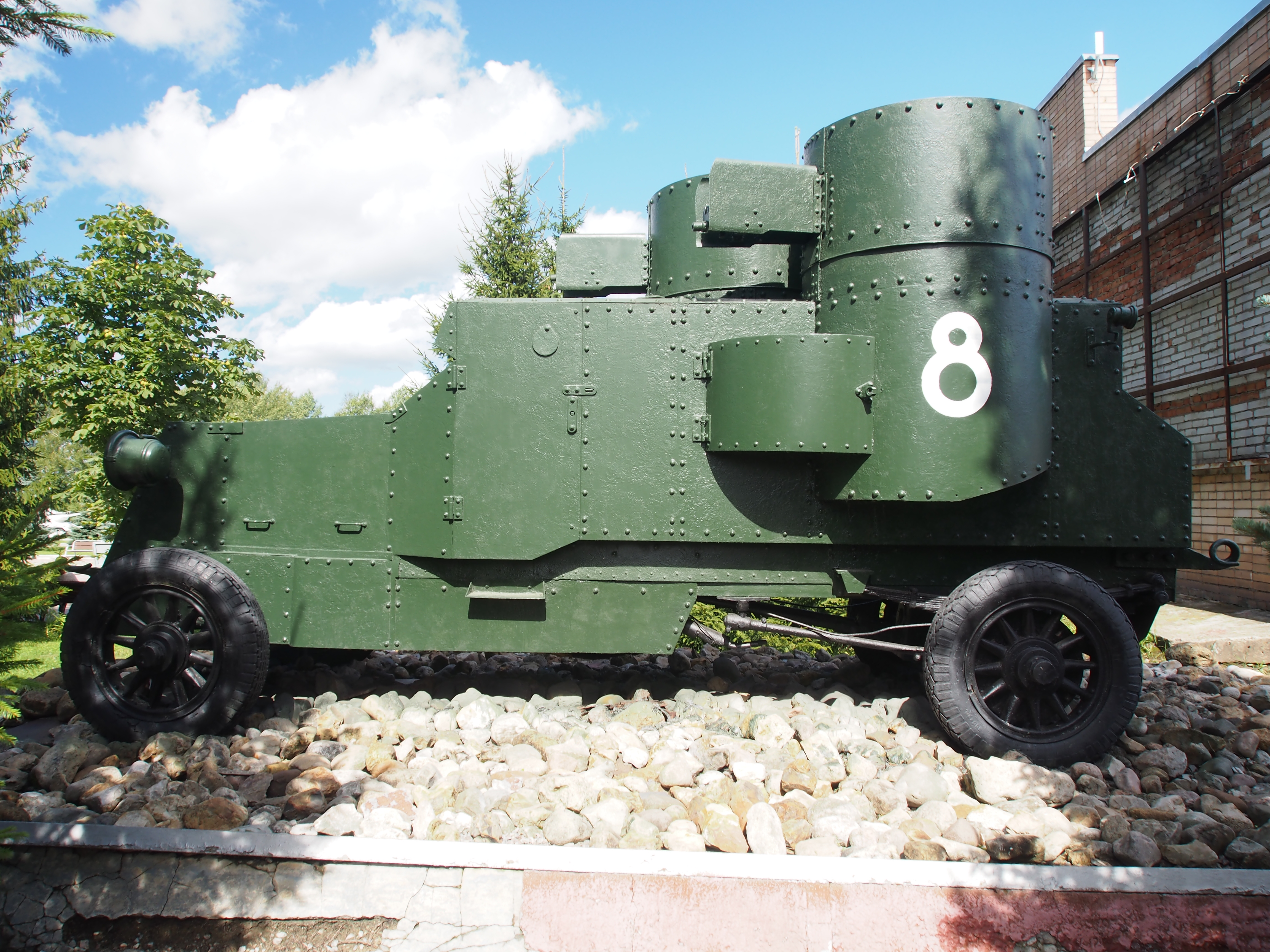
Бронеавтомобиль Остин-Путиловец
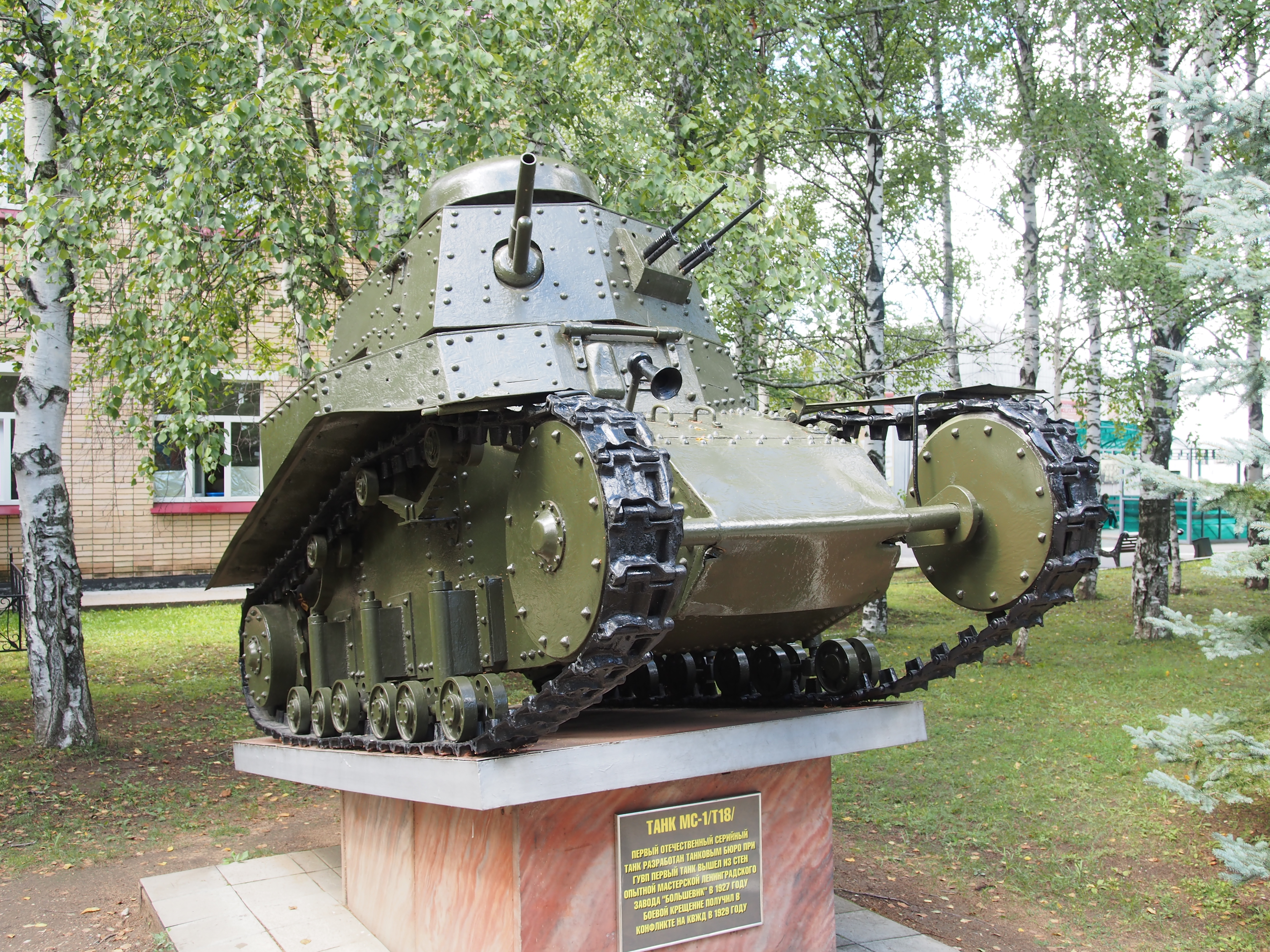
Легкий танк Т-18
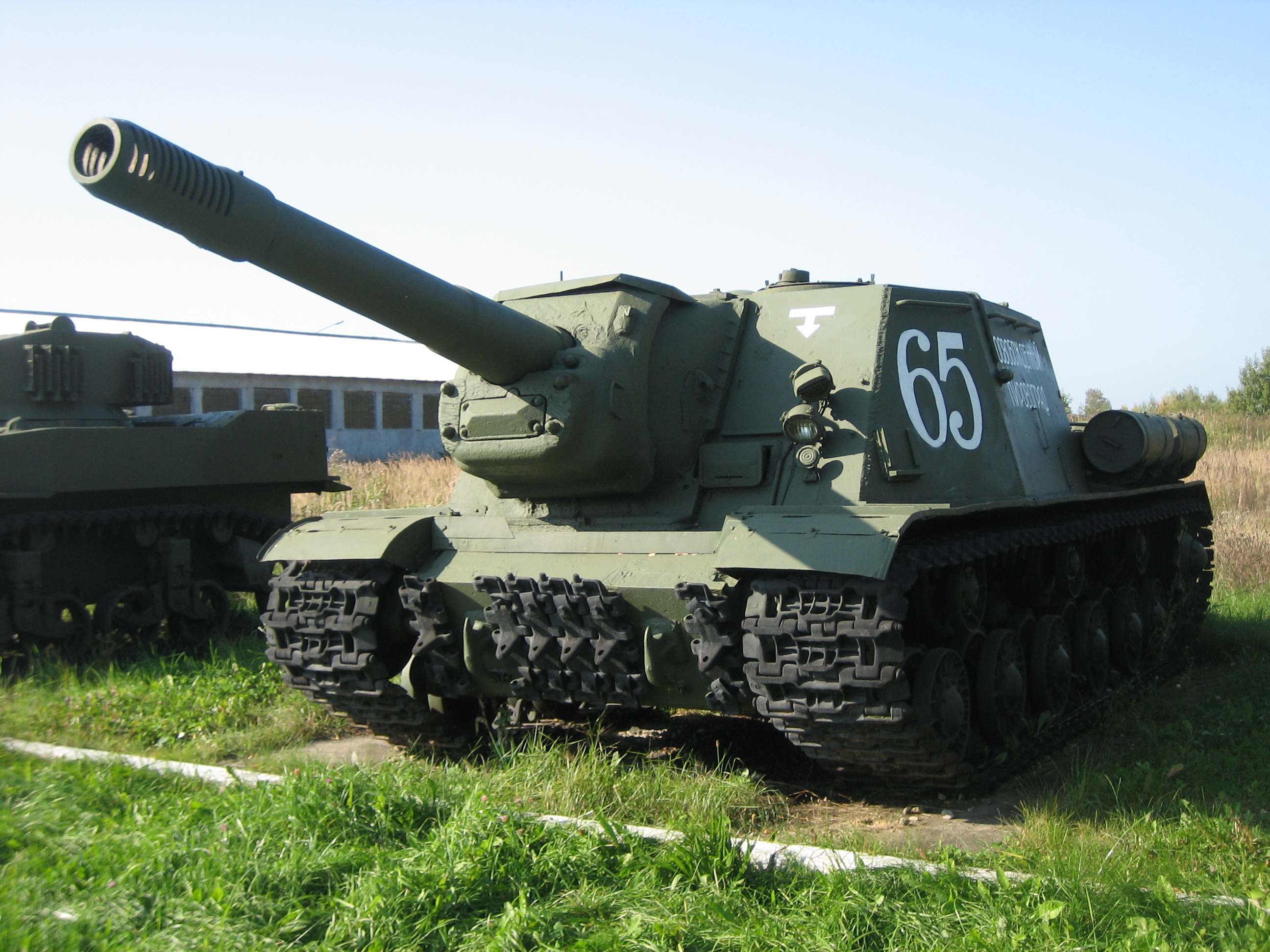
ПТ-САУ ИСУ-152 в открытой экспозиции музея.
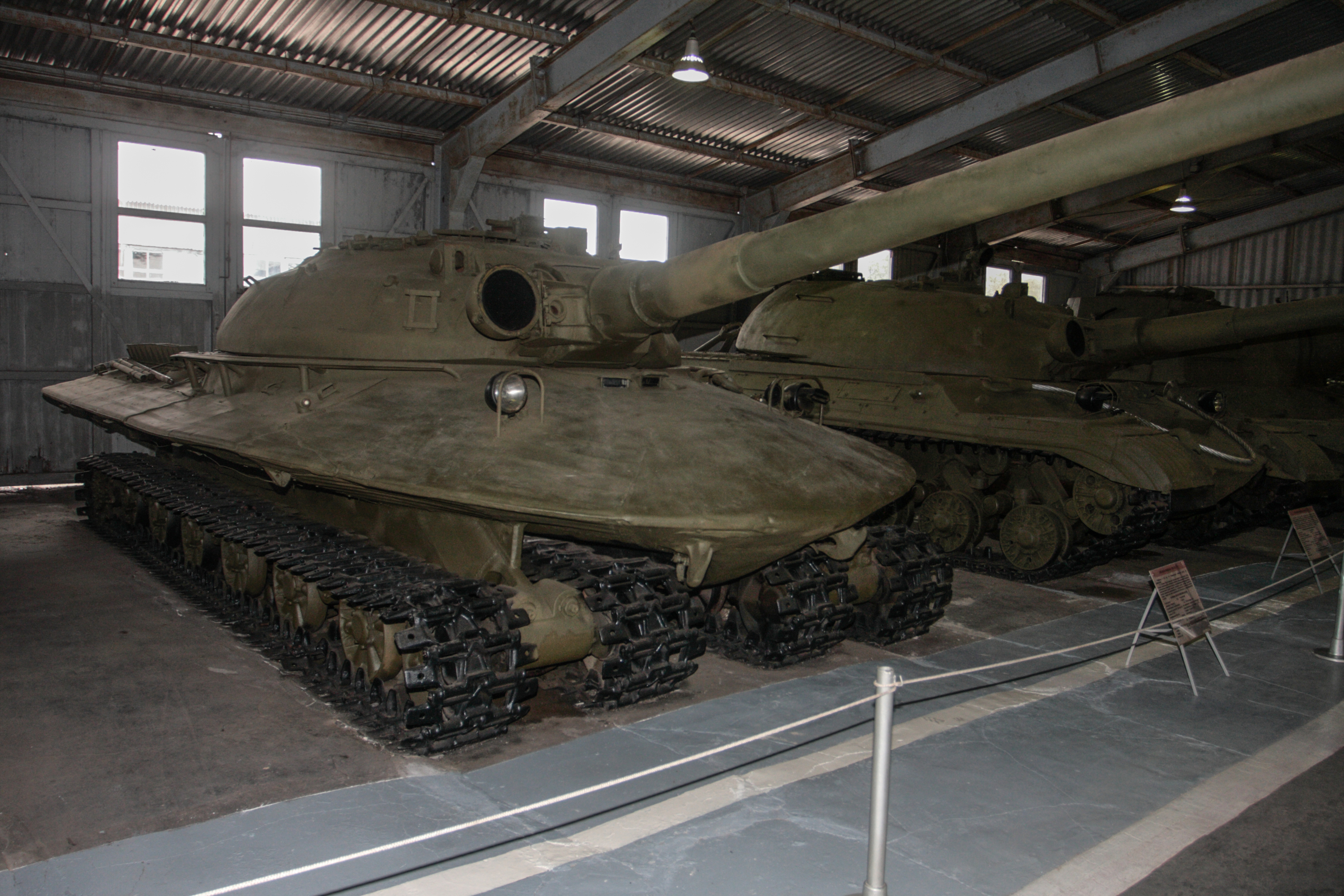
Опытный тяжёлый танк «Объект 279» в выставочном павильоне музея.
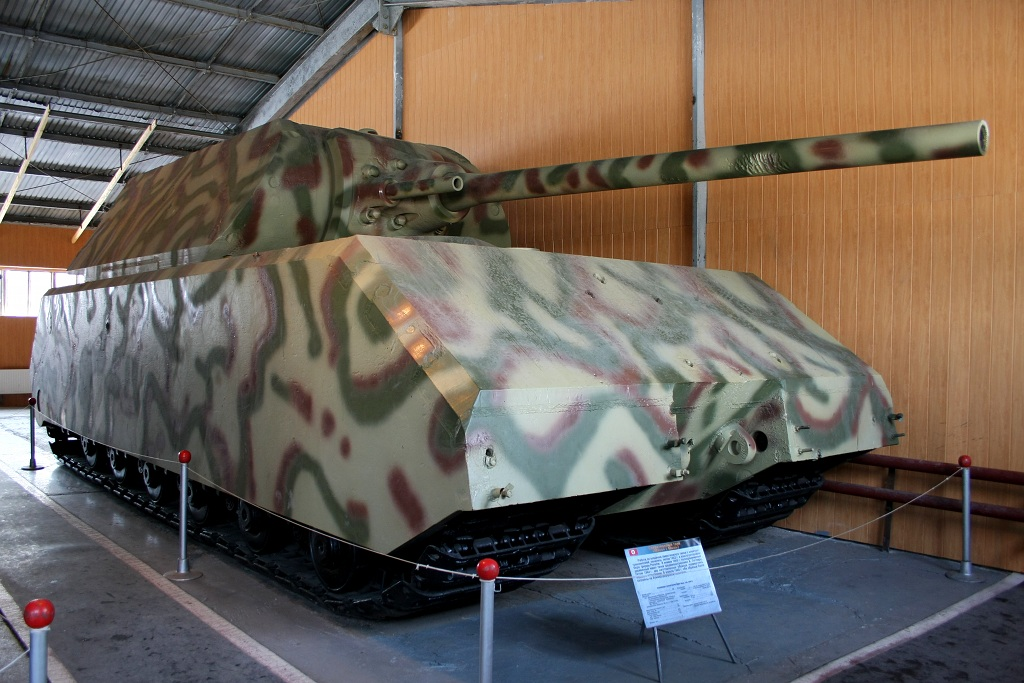
Единственный сохранившийся в мире экземпляр танка «Maus» (мышь).
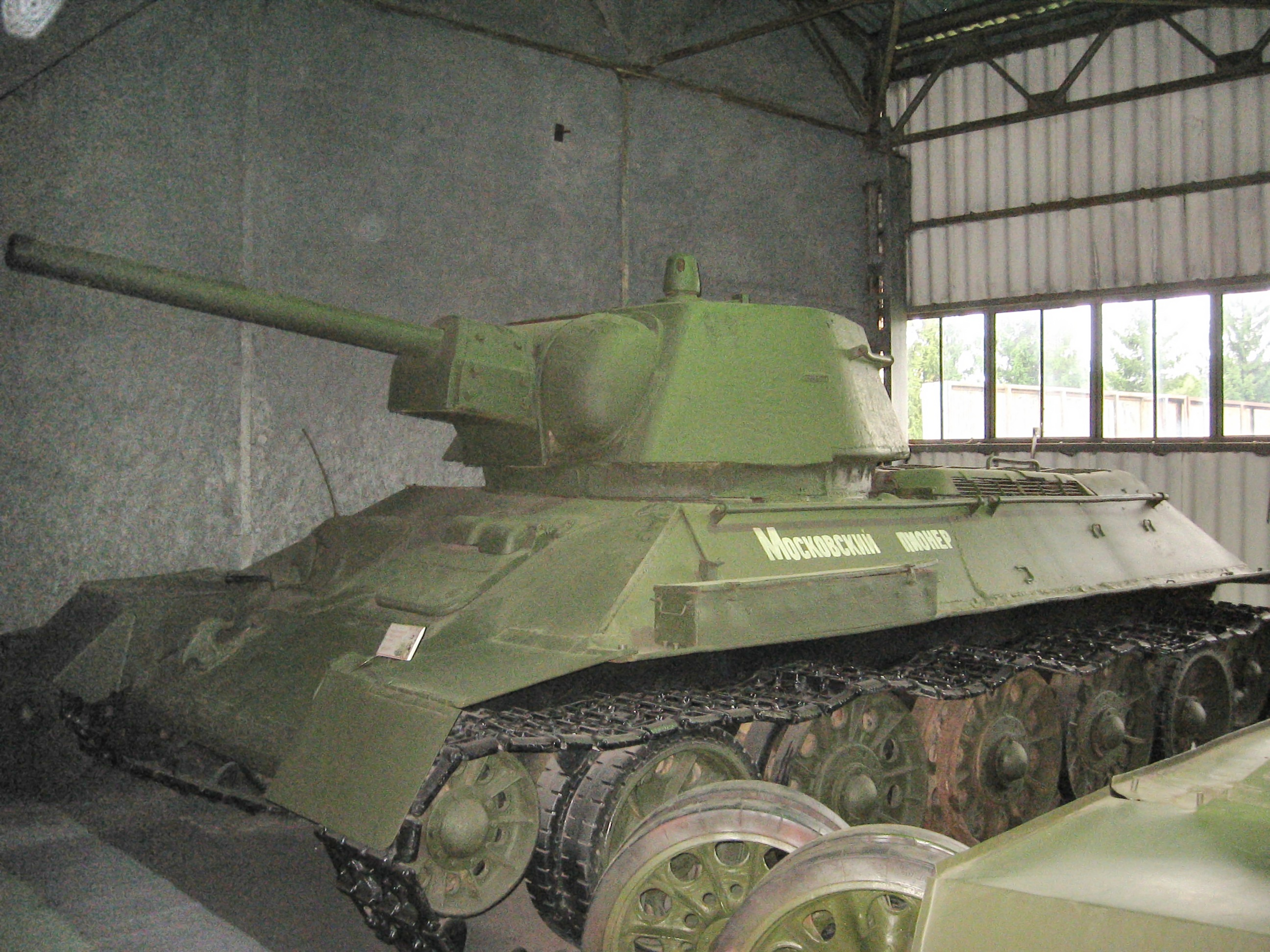
Т-34-76.
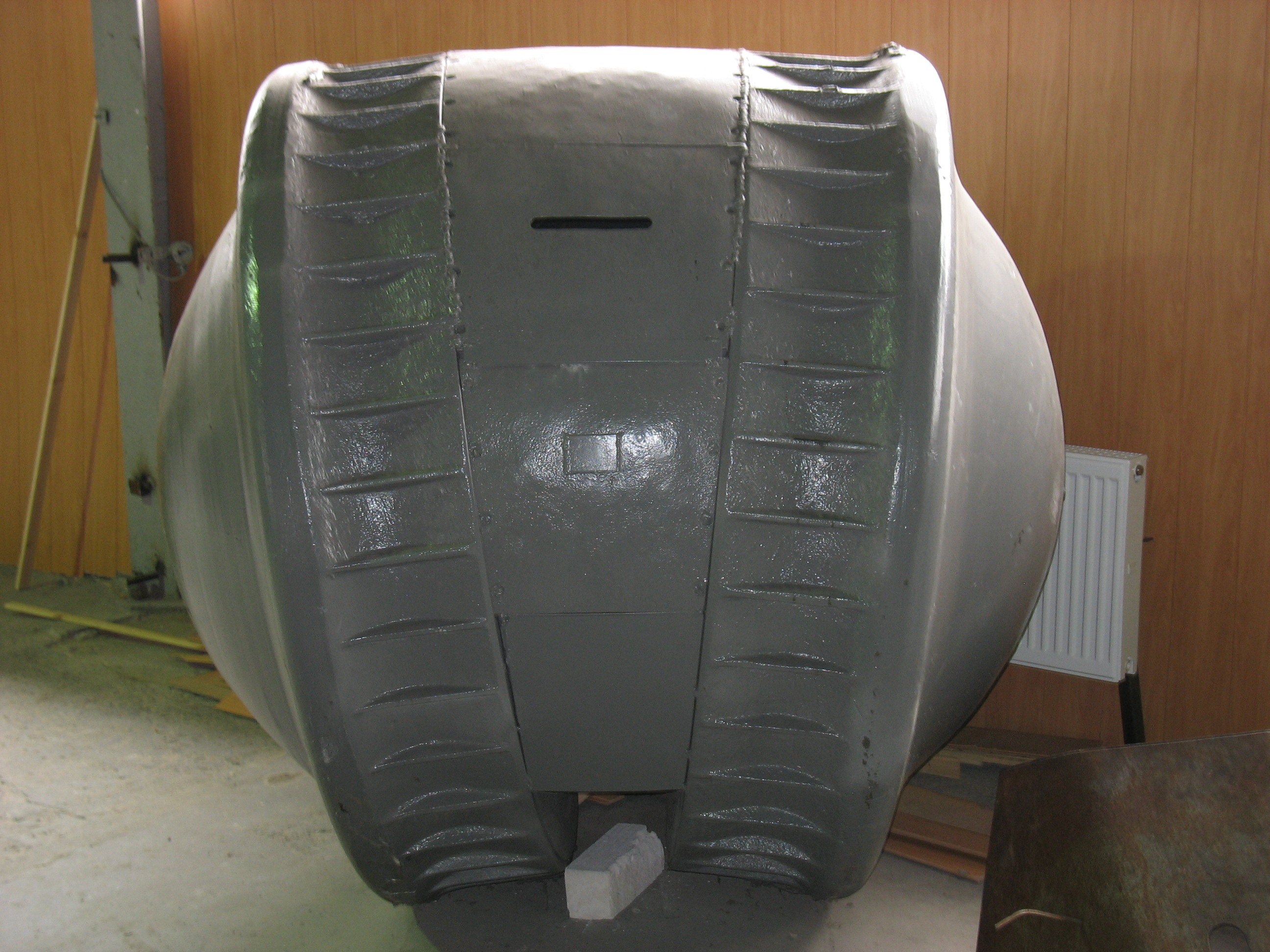
Машина наблюдателя (трофейный немецкий экземпляр в Кубинке)
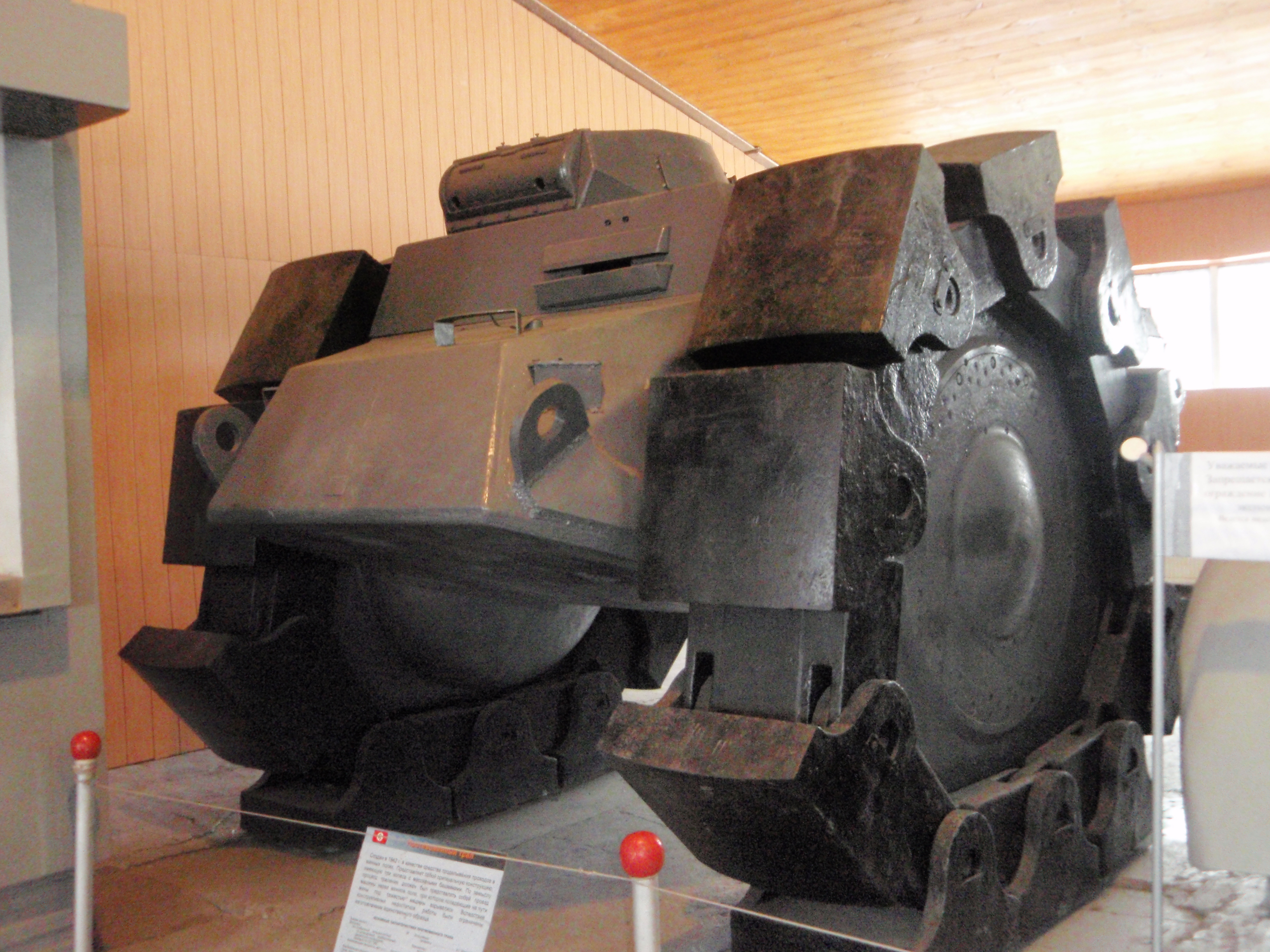
Немецкий противоминный трал Panzerkampfwagen I Schwere Minenräumer[8].
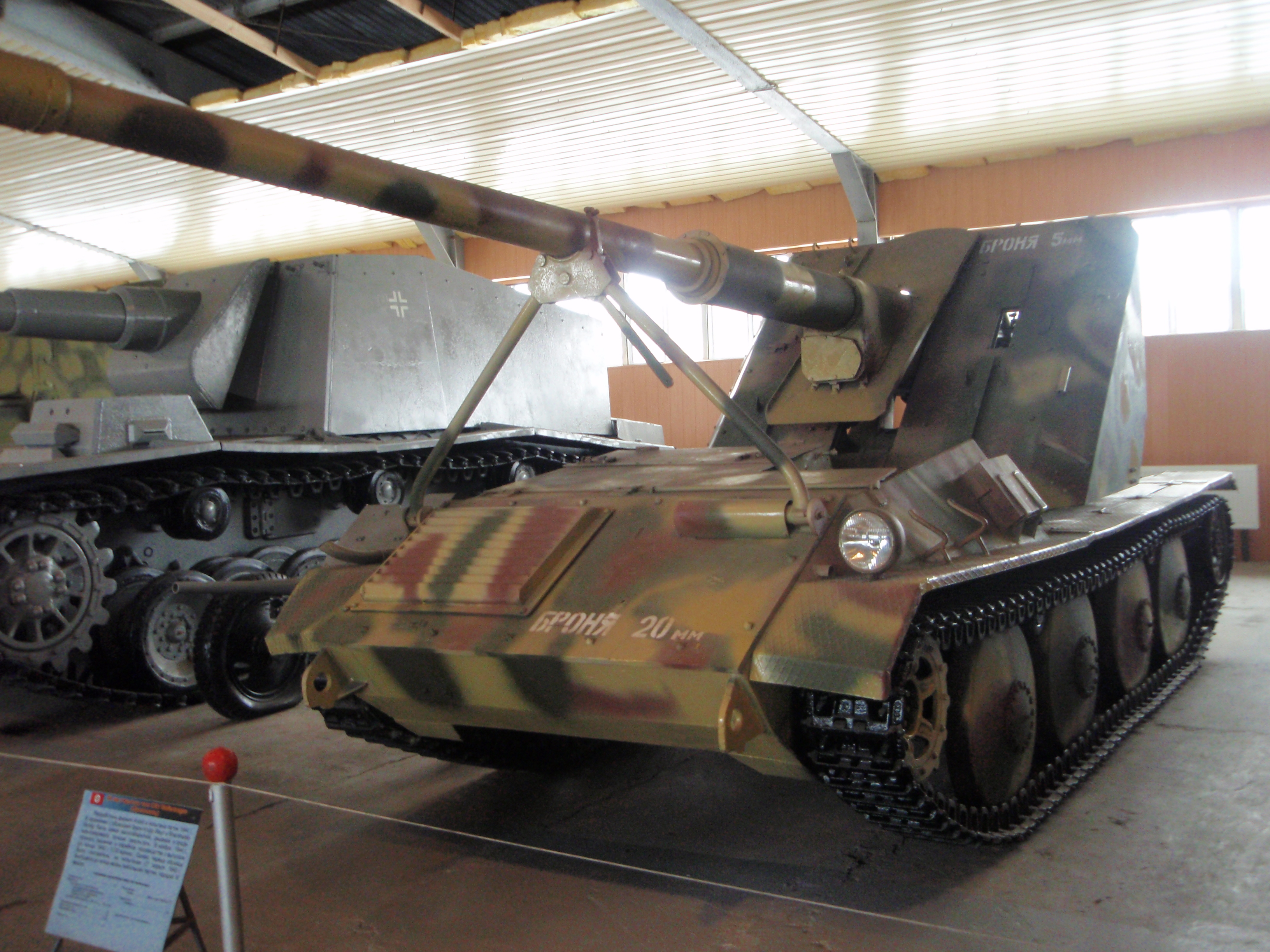
Немецкая САУ Waffentrager 8.8cm PaK 43 L/71 (Ardelt).
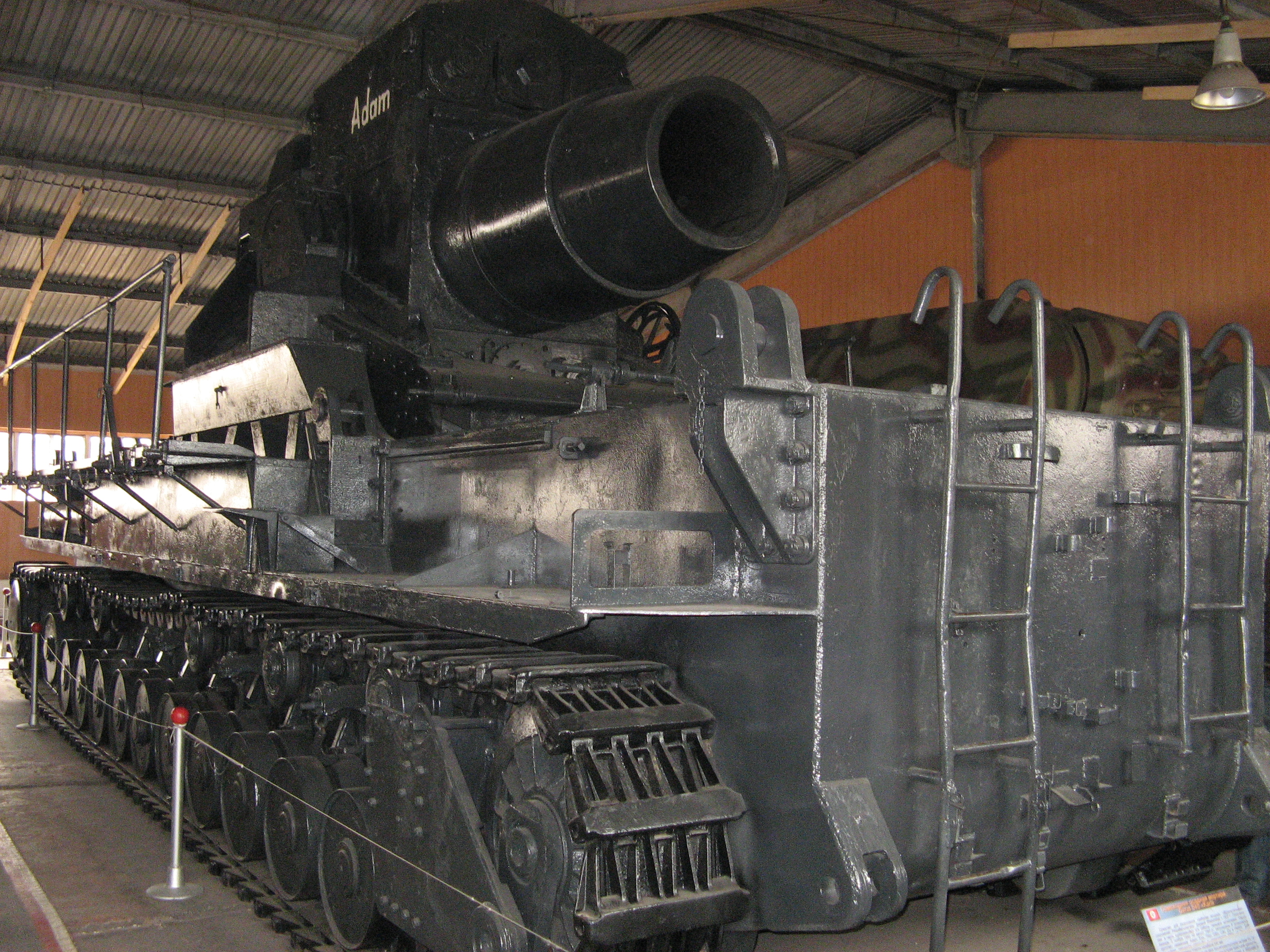
Самоходная мортира «Карл».
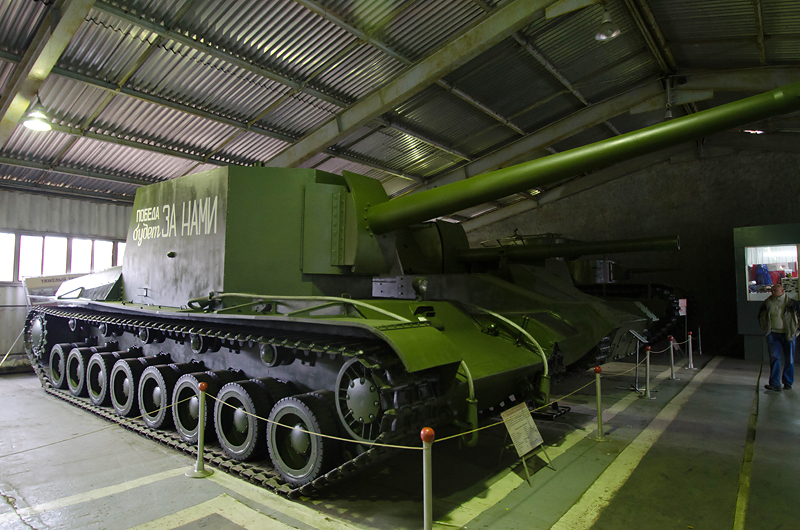
ПТ-САУ СУ-100-Y
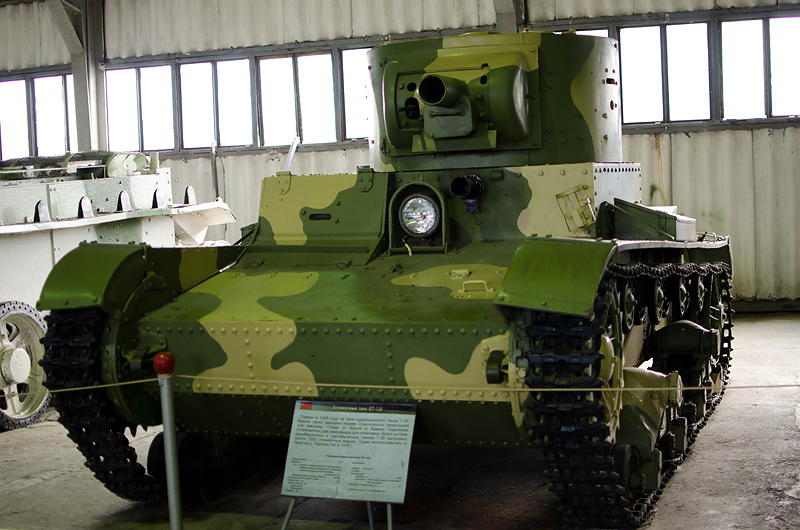
Теле-танк ТТ-26.
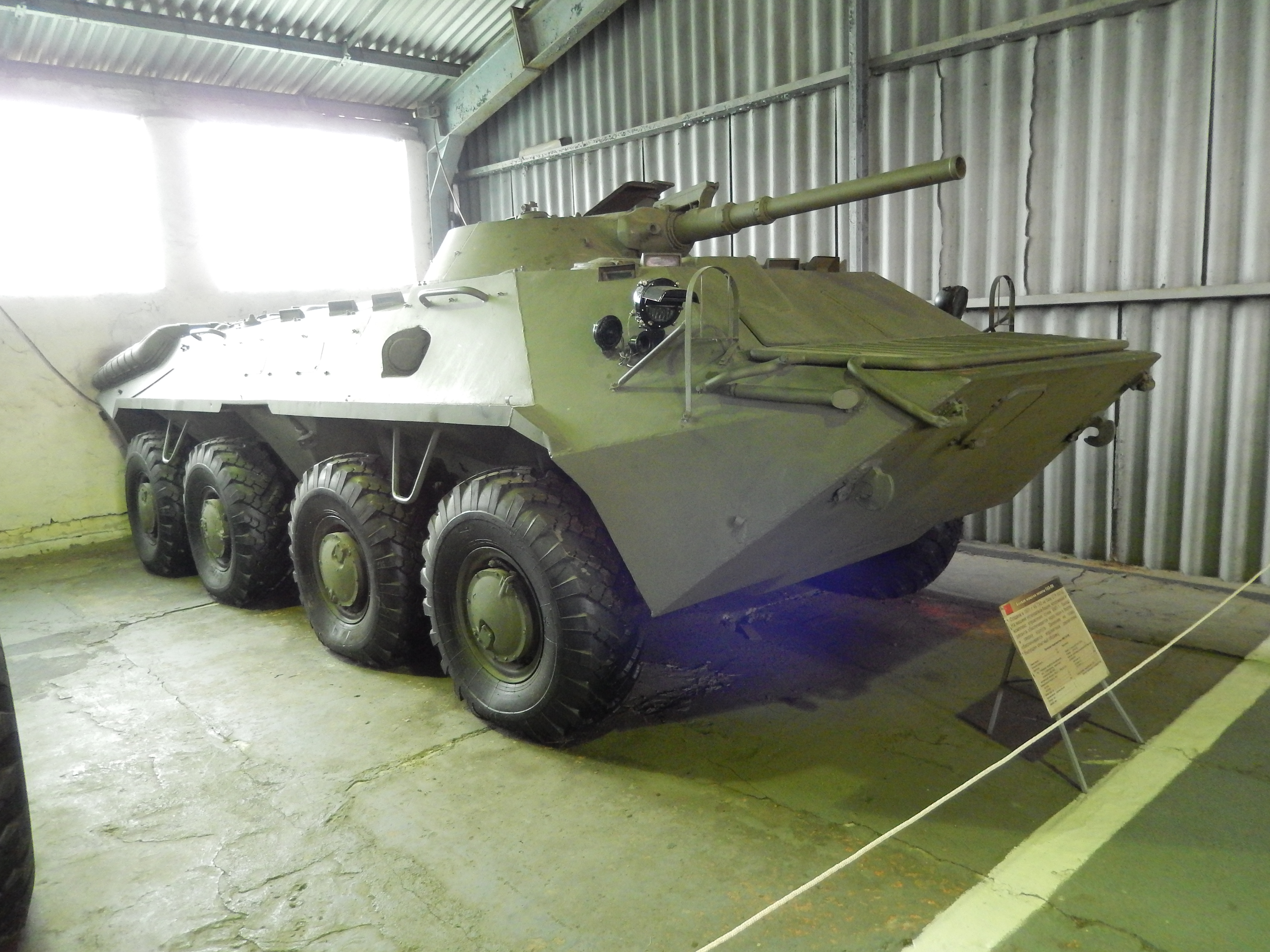
ГАЗ-50
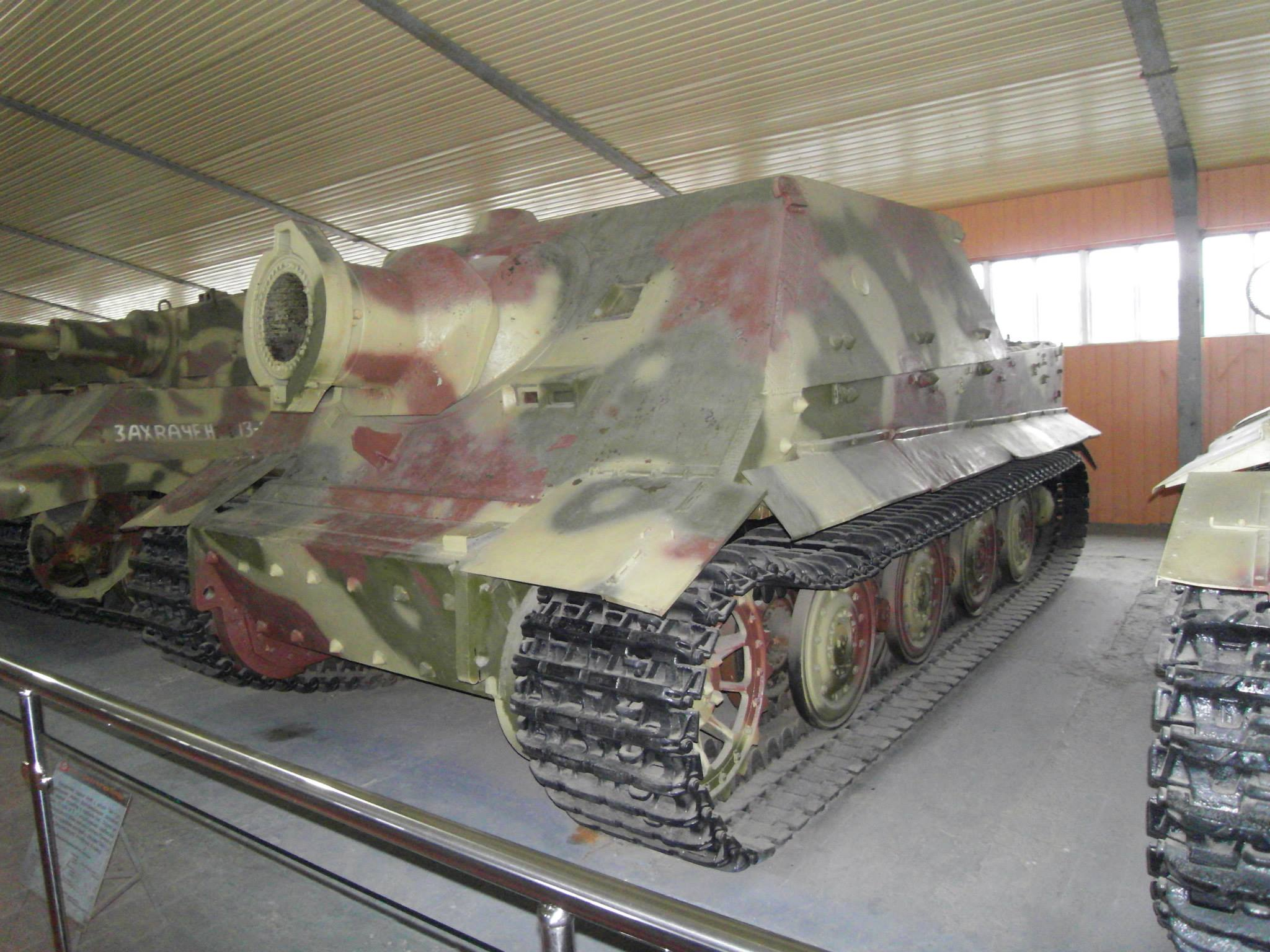
380-ММ Штурмовая мортира «Sturmtiger»
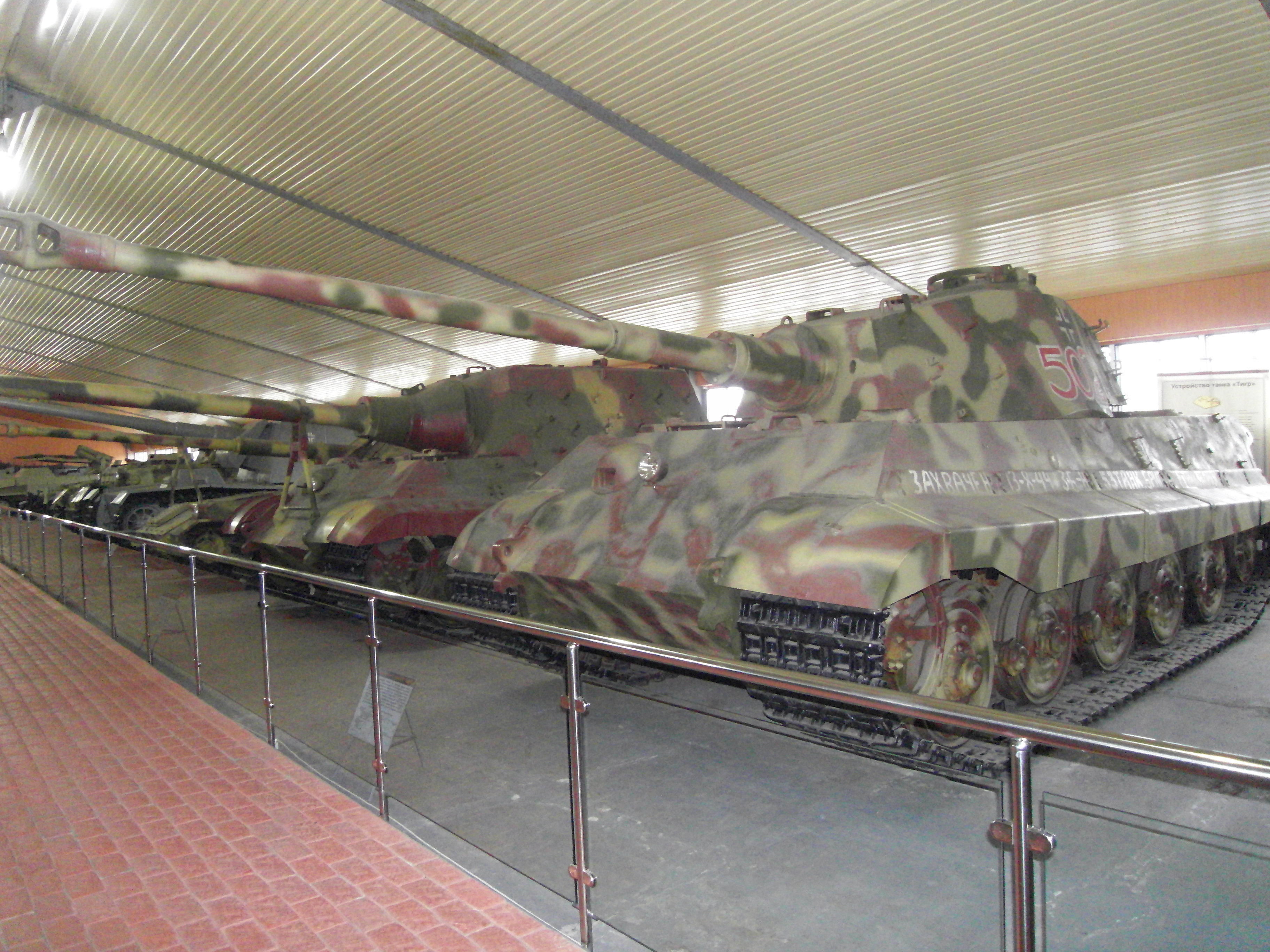
Königstiger
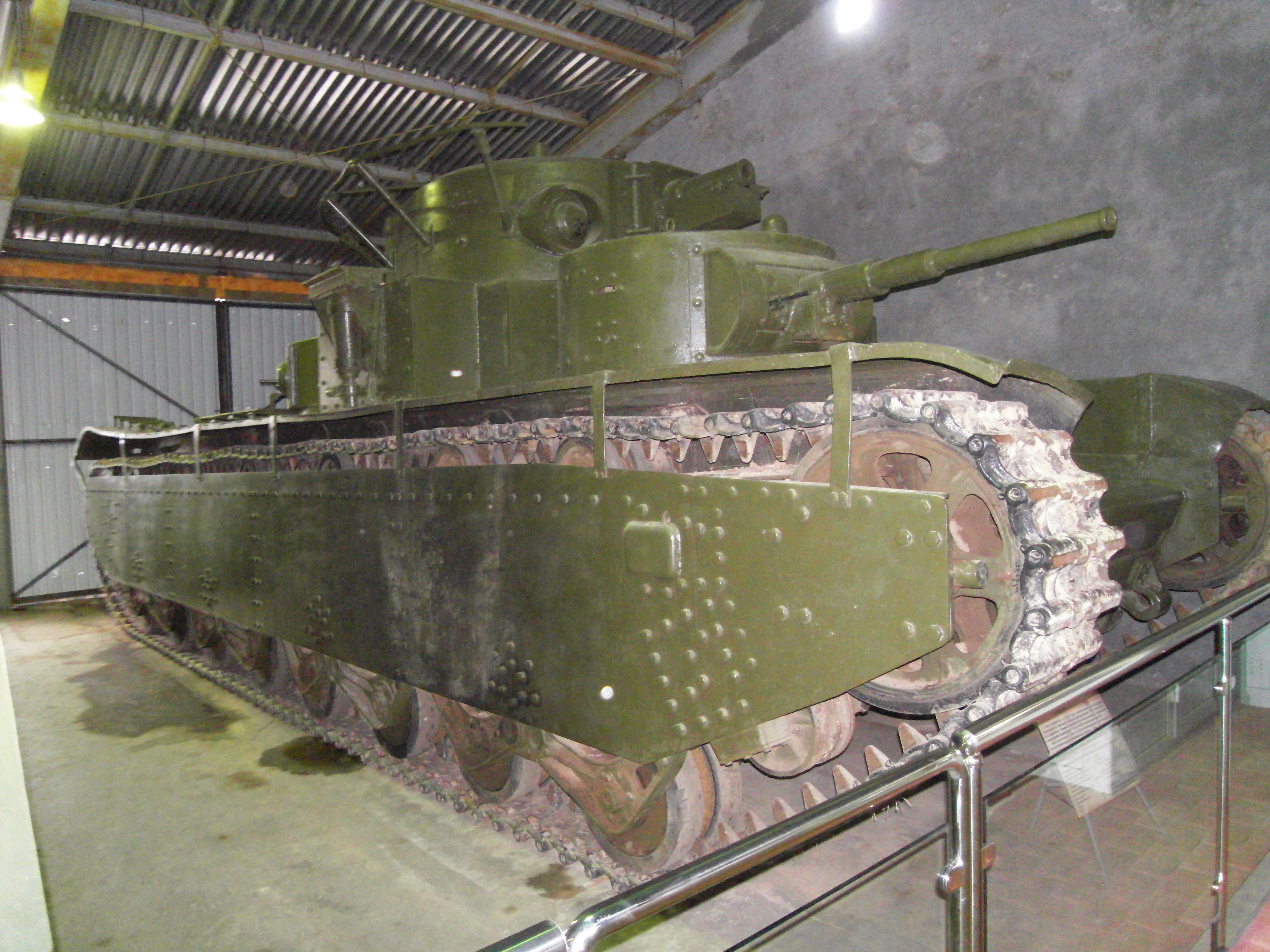
Т-35
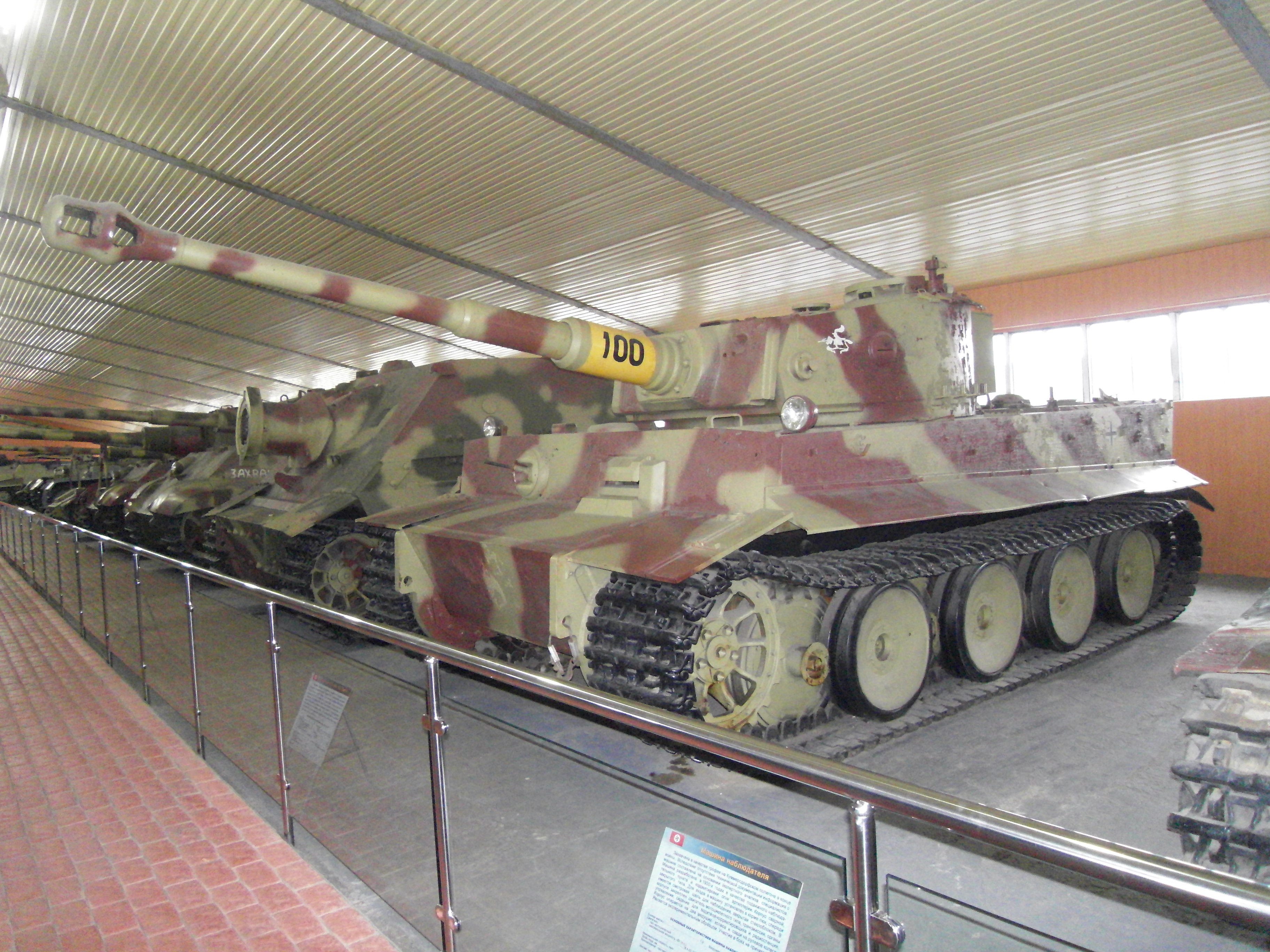
Тигр (танк)